# Danmark ved sommer-PL 2020
Danmarks deltagelse i Sommer-PL 2020 i Tokyo, Japan begyndte med kvalifikation og efterfølgende udtagelse af atleterne. Det danske hold, havde 25 paraidrætsudøvere repræsenteret, fordelt på syv sportsgrene.
De danske fanebærer ved åbningsceremonien, var taekwondo-udøveren Lisa Kjær Gjessing og atletikudøveren Daniel Wagner Jørgensen.

## Medaljer
| 2020 Tokyo | Guld | Sølv | Bronze | Total |
| Danmark    | 3    | 1    | 1      | 5     |

### Medaljevindere
| Medalje | Navn                      | Sport      | Disciplin                 | Dato         |
| ------- | ------------------------- | ---------- | ------------------------- | ------------ |
| Guld    | Tobias Thorning Jørgensen | Dressur    | Individuel test grade III | 27. august   |
| Guld    | Tobias Thorning Jørgensen | Dressur    | Individuel test grade III | 30 August    |
| Guld    | Lisa Gjessing             | Taekwondo  | Damernes 58 kg            | 3. september |
| Sølv    | Peter Rosenmeier          | Bordtennis | Class 6                   | 28. august   |
| Bronze  | Daniel Wagner Jørgensen   | Atletik    | Længdespring T63          | 28. august   |

## Atletik
To danske atleter, havde kvalificeret sig til 3 discipliner.
Mænd
| Atlet                   | Disciplin         | Heats    | Heats | Finale   | Finale |
| Atlet                   | Disciplin         | Resultat | Rank  | Resultat | Rank   |
| ----------------------- | ----------------- | -------- | ----- | -------- | ------ |
| Daniel Wagner Jørgensen | Mændenes 100m T63 | 12.61    | 2 K   | 12.37    | 4      |

| Atlet                   | Disciplin                 | Finale   | Finale | Finale |
| Atlet                   | Disciplin                 | Resultat | Rank   |        |
| ----------------------- | ------------------------- | -------- | ------ | ------ |
| Daniel Wagner Jørgensen | Mændenes længdespring T63 | 7.07     | Bronze |        |

| Atlet                   | Disciplin               | Finale   | Finale | Finale |
| Atlet                   | Disciplin               | Resultat | Rank   |        |
| ----------------------- | ----------------------- | -------- | ------ | ------ |
| Christian Lykkeby Olsen | Mændenes 1500 meter T46 | 4:00.16  | 7      |        |

Kvinder
| Atlet                    | Disciplin                   | Finale   | Finale | Finale |
| Atlet                    | Disciplin                   | Resultat | Rank   |        |
| ------------------------ | --------------------------- | -------- | ------ | ------ |
| Bjørk Kjellman Nørremark | Kvindernes længdespring T47 | 4.77     | 11     |        |

| Atlet           | Disciplin                 | Finale   | Finale | Finale |
| Atlet           | Disciplin                 | Resultat | Rank   |        |
| --------------- | ------------------------- | -------- | ------ | ------ |
| Kristel Walther | Kvindernes diskoskast F64 | 34.16 PB | 6      |        |

## Badminton
| Atlet              | Disciplin              | Gruppespil                           | Gruppespil                  | Gruppespil | Gruppespil          | Kvartfinale         | Semifinale          | Finale / BM         | Finale / BM |
| Atlet              | Disciplin              | Modstander Score                     | Modstander Score            | Rank       | Modstander Score    | Modstander Score    | Modstander Score    | Rank                |             |
| ------------------ | ---------------------- | ------------------------------------ | --------------------------- | ---------- | ------------------- | ------------------- | ------------------- | ------------------- | ----------- |
| Cathrine Rosengren | Kvindernes singles SU5 | Kameyama T 1–2 (21–15, 13–21, 15–21) | Sugino T 0–2 (20–22, 13–21) | 3          | Ude af konkurrencen | Ude af konkurrencen | Ude af konkurrencen | Ude af konkurrencen |             |

## Bordtennis
Danmark havde én atlet repræsenteret i bordtenniskonkurrencen ved legene. Peter Rosenmeier kvalificerede sig ved ITTF European Para Championships 2019, som blev afholdt i Helsingborg, Sverige.
Mænd
| Atlet            | Disciplin | Gruppespil                              | Gruppespil                       | Gruppespil | Kvartfinale                       | Semifinale                              | Finale                            | Finale |
| Atlet            | Disciplin | Modstander Resultat                     | Modstander Resultat              | Rank       | Modstander Resultat               | Modstander Resultat                     | Modstander Resultat               | Rank   |
| ---------------- | --------- | --------------------------------------- | -------------------------------- | ---------- | --------------------------------- | --------------------------------------- | --------------------------------- | ------ |
| Peter Rosenmeier | Class 6   | Seidenfeld 3-2 (9-11, 7-11, 9-11, 11,8) | Parenzan 3-0 (14,12, 11-6, 11-7) | 1 Q        | Chen 3-1 (11-6, 8-11, 11-8, 11-8) | Thainiyom 3-1 (11-8, 11-7, 11-13, 11-5) | Seidenfeld 0-3 (9-11, 9-11, 8-11) | 2      |

## Cykling
Danmark havde en cykelrytter repræsenteret ved legene.

### Landevejscykling
| Atlet                   | Konkurrence              | Time     | Rank |
| ----------------------- | ------------------------ | -------- | ---- |
| Kim Klüver Christiansen | Mændenes landevejsløb H4 | LAP      | LAP  |
| Kim Klüver Christiansen | Mændenes enkeltstart H4  | 45:19.19 | 10   |

## Hestesport
Danmark havde sendt i alt 4 ryttere til legene.
| Atlet                     | Hest            | Konkurrence          | Finale   | Finale |
| Atlet                     | Hest            | Konkurrence          | Resultat | Rank   |
| ------------------------- | --------------- | -------------------- | -------- | ------ |
| Kathrine Kristensen       | Welldone Dallas | Individuelt grad II  | 69.794   | 6      |
| Kathrine Kristensen       | Welldone Dallas | Freestyle grad II    | 73.387   | 5      |
| Caroline Cecilie Nielsen  | Davidoff        | Individuelt grad III | 71.847   | 7      |
| Caroline Cecilie Nielsen  | Davidoff        | Freestyle grad III   | 73.050   | 7      |
| Tobias Thorning Jørgensen | Jolene Hill     | Individuelt grad III | 78.791   | 1      |
| Tobias Thorning Jørgensen | Jolene Hill     | Freestyle grad III   | 84.367   | 1      |
| Susanne Sunesen           | Leeds           | Individuelt grad IV  | 71.976   | 5      |
| Susanne Sunesen           | Leeds           | Freestyle grad IV    | 71.375   | 7      |

Holdkonkurrence
| Atlet                     | Hest           | Konkurrence     | Individuel score | Individuel score | Individuel score |
| Atlet                     | Hest           | Konkurrence     | TT               | Score            | Rank             |
| ------------------------- | -------------- | --------------- | ---------------- | ---------------- | ---------------- |
| Kathrine Kristensen       | Se ovenstående | Holdkonkurrence | 72.515           | 224.324          | 4                |
| Tobias Thorning Jørgensen | Se ovenstående | Holdkonkurrence | 79.559           | 224.324          | 4                |
| Susanne Sunesen           | Se ovenstående | Holdkonkurrence | 72.250           | 224.324          | 4                |

## Kørestolsrugby
Danmarks kørestolsrugbylandshold for herrer havde kvalificeret sig til legene, efter at slutte i top 2 ved 2019 European Championship Division A i Vejle.
Hold
- Hold disciplin – 1 hold ud af 12 spillere

| Hold | Gruppespil          | Gruppespil          | Gruppespil          | Gruppespil          | Semifinale          | Finale              | Rank |
| Hold | Modstander Resultat | Modstander Resultat | Modstander Resultat | Rank                | Modstander Resultat | Modstander Resultat | Rank |
| --- | ------------------- | ------------------- | ------------------- | ------------------- | ------------------- | ------------------- | ---- |
| Danmarks kørestolsrugbylandshold Thomas Pagh Morten Elmholt Lean Jørgensen Jakob Mortensen Kaare Momme Sofie Sejer Skoubo Kurt Busk Jesper Ring Kruger Kristian Bak Eriksen Sebastian Frederiksen Mark Ingemann Peters Mikkel Schoettel | Australien 54-53    | Japan 51-60         | Frankrig 50-52      | Ude af konkurrencen | Ude af konkurrencen | Ude af konkurrencen | 7    |

| Pos | Hold       | K | V | U | T | M+  | M-  | MF  | P | Kvalifikation |
| --- | ---------- | - | - | - | - | --- | --- | --- | - | ------------- |
| 1   | Japan      | 3 | 3 | 0 | 0 | 170 | 155 | +15 | 6 | Semifinale    |
| 2   | Australien | 3 | 1 | 0 | 2 | 156 | 159 | −3  | 2 | Semifinale    |
| 3   | Frankrig   | 3 | 1 | 0 | 2 | 151 | 153 | −2  | 2 | 5. plads kamp |
| 4   | Danmark    | 3 | 1 | 0 | 2 | 155 | 165 | −10 | 2 | 7. plads kamp |

Gruppespil
| 25. august 2020 12:45 |

| Australien | 53–54 | Danmark |
| ---------- | ----- | ------- |
|            |       |         |

| Yoyogi National Gymnasium, Tokyo |

| 26. august 2021 12:45 |

| Japan | 60–51 | Danmark |
| ----- | ----- | ------- |
|       |       |         |

| Yoyogi National Gymnasium, Tokyo |

| 27. august 2021 12:45 |

| Frankrig | 52-50 | Danmark |
| -------- | ----- | ------- |
|          |       |         |

| Yoyogi National Gymnasium, Tokyo |

## Svømning
En svømmer havde kvalificeret sig til den paralympiske svømmekonkurrence i tre discipliner.
Kvinder
| Atlet          | Disciplin                                  | Heats     | Heats | Finale   | Finale |
| Atlet          | Disciplin                                  | Resultat  | Rank  | Resultat | Rank   |
| -------------- | ------------------------------------------ | --------- | ----- | -------- | ------ |
| Amalie Vinther | Kvindernes 400m freestyle S8               | 35.16 Q   | 6     | 5:07.56  | 7      |
| Amalie Vinther | Kvindernes 100 meter bryst SB7             | 1:48.79 Q | 3     | 1:47.84  | 8      |
| Amalie Vinther | Kvindernes 200 meter Individuel Medley SM8 | 3:12.70 Q | 4     | 3:11.29  | 7      |

## Taekwondo
| Atlet         | Disciplin         | Runde 1             | Kvartfinale         | Semifinale          | Finale              | Finale |
| Atlet         | Disciplin         | Modstander Resultat | Modstander Resultat | Modstander Resultat | Modstander Resultat | Rank   |
| ------------- | ----------------- | ------------------- | ------------------- | ------------------- | ------------------- | ------ |
| Lisa Gjessing | Kvindernes –58 kg | Forhåndsplaceret    | Abohegazy V (14-3)  | Fernandes V (8-6)   | Munro V (32-14)     | 1      |